# Мариноване
Мариноване е процес на обработка на хранителни продукти (може да бъдат мариновани както зеленчуци, така и месо, риба и млечни продукти), който се прави с цел овкусяване или консервиране на продуктите. След мариноване, месото става по-крехко и по-вкусно.
Мариноването може да бъде сухо и течно, като при сухото мариноване продуктите се налагат със смес от подправки, сол и захар.
При течните маринати се използват соев сос, оцет, кетчуп и др. Много често се използва техника, при която се комбинират различни видове алкохолни напитки (бира, вино, уиски, ром и др.) и подправки, като така се мариноват различни видове меса.
След като са мариновани за определено време, продуктите се подлагат на термична обработка, като се пекат на скара(барбекю) или във фурна.
Техниката се използва и при опушване на меса, като тогава месата престояват в маринатата за по-дълго време.
За мариноване се използва и популярната безалкохолна напитка Кока-Кола, като маринатата с тази напитка е много популярна и успешна, поради наличието на киселина, захар и аромати в напитката, които овкусяват отлично месата.
Най-разпространената марината е разтвор на вода, сол, оцет и подправки. По този начин се мариноват краставички и други зеленчуци.
С подсолена вода (саламура) се маринова зеле, процес при който се приготвя популярното кисело зеле.